# Koritnica, Krško
Koritnica je naselje v Občini Krško.